# 富山県道370号富山庄川小矢部自転車道線

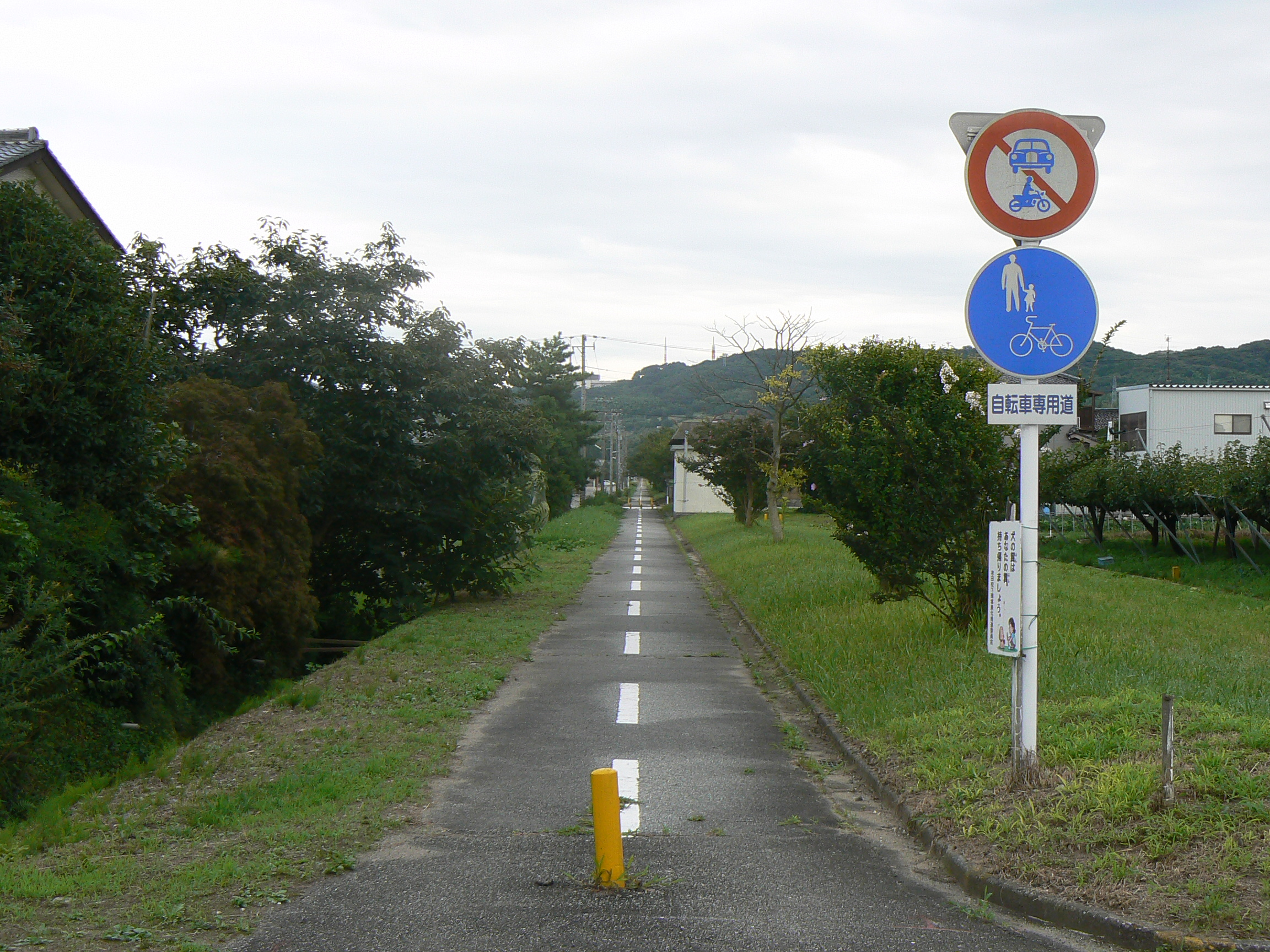
富山県富山市中老田付近 中央サイクリングロード

富山県道370号富山庄川小矢部自転車道線（とやまけんどう370ごう とやましょうがわおやべじてんしゃどうせん）は、富山県富山市と小矢部市石動を結ぶ自転車道（自転車歩行者専用道路）として整備された一般県道。

## 概要
当道路の一部である中央サイクリングロード部（富山市 - 射水市区間のみ）についての半分以上が加越能鉄道の用地買収区間で、1970年（昭和45年）に高速鉄道計画を中止しその翌年に起業廃止に伴い、1972年9月に財団法人富山県民福祉公社に3億3000万円で買収され、公益財団法人富山県民福祉公園により1974年4月27日に富山 - 小杉間が、1977年4月30日に大門まで、自転車道として整備された。
また、砺波市庄川町以西のルートは、主として1972年（昭和47年）に廃止となった加越能鉄道加越線の廃線跡を転用したものであり、高校生の自転車通学路として使用されている他、沿線の散居村の風景とともに各所に当時の鉄橋・ホーム跡などの鉄道遺構を見ることが出来る。
- 起点：富山市鵯島
- 終点：小矢部市石動町
- 総延長：58.8km
- 幅員：3m[1]

## 歴史
- 1999年（平成11年）4月1日 - 路線認定[6]。

## 通過自治体
- 富山県
  - 富山市、射水市、高岡市、砺波市、南砺市、小矢部市

## サイクリングセンター

### 中央サイクリングセンター
中央サイクリングロードの起点である五福公園前の中央サイクリングセンター（富山市鵯島）では有料で自転車の貸し出しをしている。案内図も入手できるので利用すると良い。別途料金で大門サイクリングセンターへの片道だけの乗り捨ても可能。
4月頃 - 11月頃の土・日・祝日のみ開館。詳細は公式ホームページを参照のこと。
現在、中央サイクリングセンターは営業を終了しており、利用することはできない。

### 大門サイクリングセンター
中央サイクリングロードの終点である大門サイクリングセンター（射水市二口）では自転車の貸し出しをしている。案内図も入手できるので利用すると良い。別途料金で中央サイクリングセンターへの片道だけの乗り捨ても可能。
4月頃 - 11月頃の土・日・祝日のみ開館。詳細は公式ホームページを参照のこと。
現在、大門サイクリングセンターは営業を終了しており、利用することはできない。

## 別名・通称
- 中央サイクリングロード（以下の18.7km区間のみ）
  - 起点である中央サイクリングセンター（富山市鵯島）から大門サイクリングセンター（射水市二口）まで
- 大門庄川小矢部自転車道
  - 大門サイクリングセンター以西終点（小矢部市石動町）まで。加越線跡がサイクリングロードとして整備された際のルートは、庄川堤防を北上し大門までのルートを加えることで一区切りとされ、上記の名で呼ばれていた。